# Aina Wifalk
Aina Wifalk (* 21. März 1928 in Lund; † 16. Juni 1983 in Västerås) war eine schwedische Sozialwissenschaftlerin und die Erfinderin des modernen Rollators.

## Leben und Wirken
Wifalk wurde am 21. März 1928 im schwedischen Lund geboren. Während ihrer Ausbildung zur Krankenschwester erkrankte sie 1949 im Alter von 21 Jahren an Poliomyelitis (Kinderlähmung). Durch die Krankheit war Wifalk gezwungen, die Ausbildung abzubrechen. Fortan setzte sie sich für Menschen mit Behinderungen ein. 1952 gründete sie einen Verein für Körperbehinderte in ihrer Heimatstadt Lund, 1958 einen Verein für Patienten mit Multipler Sklerose in der Region Västmanland sowie 1968 die Nationale Vereinigung für Unfallopfer in Västerås.
Nach ihrer abgebrochenen Ausbildung studierte sie Sozialwissenschaften. Ab 1957 war sie als Beraterin in der orthopädischen Klinik in Västerås tätig, am Ende der 1960er Jahre war sie außerdem für die Stadt Västerås beratend für die Interessen  von Menschen mit Handicap aktiv.
Aina Wifalk starb am 16. Juni 1983 im Alter von 55 Jahren in Västerås.

## Erfindungen

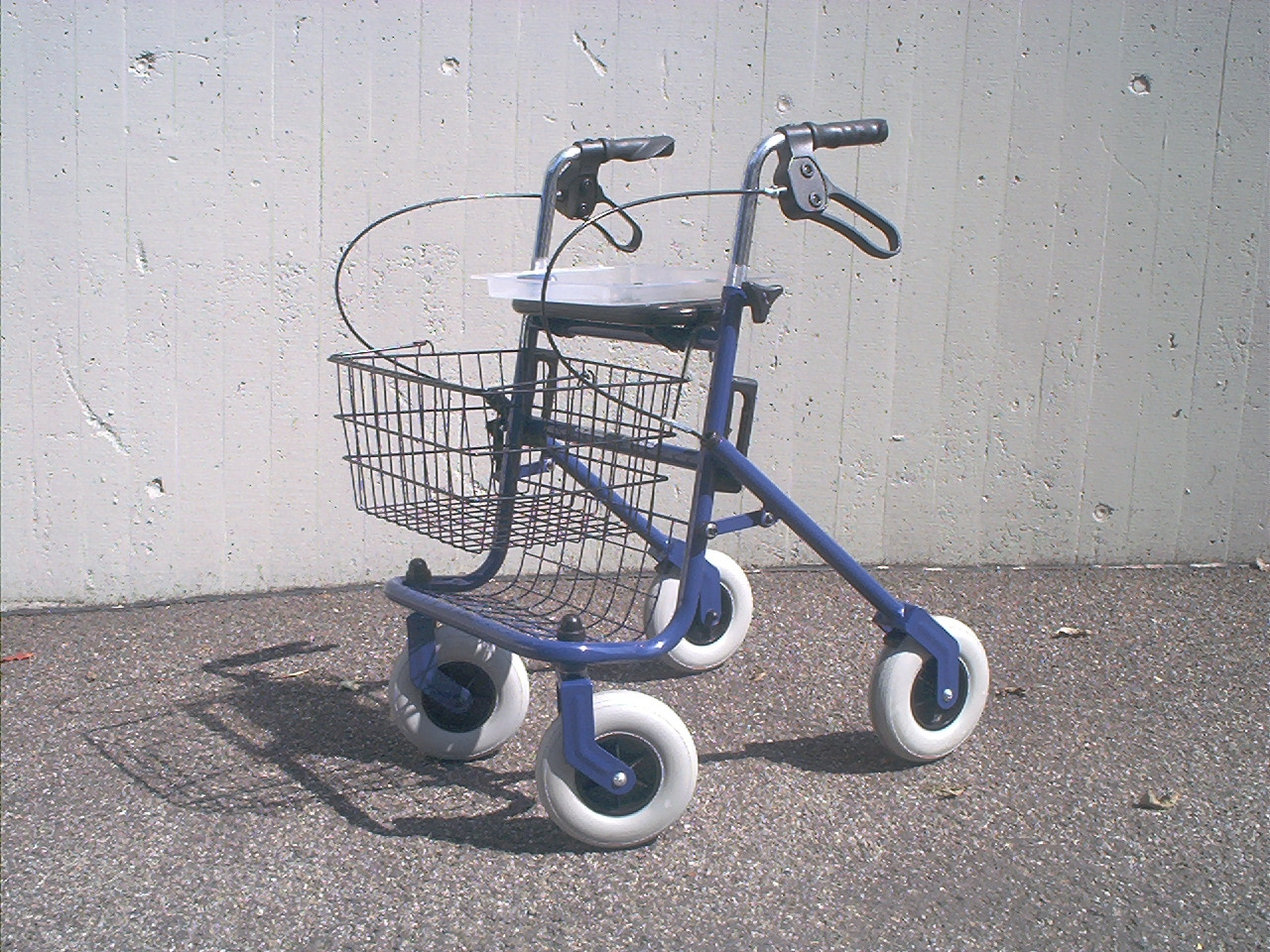
Der Rollator, die bekannteste Erfindung Wifalks

Wifalk entwickelte zwei Hilfsmittel für Menschen mit körperlichen Einschränkungen bzw. Behinderungen: das Manuped und den Rollator. Sie ließ sich ihre Erfindungen nicht patentieren, weil sie sie möglichst vielen Menschen mit Handicap zur Verfügung stellen wollte. Sie erhielt lediglich Lizenzgebühren aus dem Verkauf ihrer Entwicklungen, die sie testamentarisch der Nordischen Kirchenvereinigung an der spanischen Costa del Sol vermachte, die sie zu Lebzeiten mehrmals besucht hatte.

### Manuped
Ihre erste Erfindung stellte Wifalk 1965 der Öffentlichkeit vor. Die „Manuped“ genannte Entwicklung ist ein Trainingsgerät für Menschen mit körperlichen Einschränkungen bzw. Behinderungen. Mit dem Manuped können Betroffene Arme und Beine sowie deren Koordination untereinander trainieren. Auf der Basis des Manupeds wurden in den folgenden Jahrzehnten verschiedene Trainingsgeräte für körperlich behinderte Menschen entwickelt, die heute im Gesundheitswesen sowie in speziellen Sportschulen zum Einsatz kommen.

### Rollator
In den 1970er Jahren wurde Wifalk durch ihre Polio-Erkrankung in ihrer Fortbewegung mehr und mehr eingeschränkt. Da die zu dieser Zeit verfügbaren vierbeinigen Gehgestelle ihren Ansprüchen an eine komfortable Gehhilfe nicht genügten, begann sie mit deren Weiterentwicklung. Sie machte das ursprüngliche Gestell stabiler, fügte größere Räder und Bremsen sowie eine Ablage- bzw. Sitzfläche dazu und optimierte das Gerät für die Verwendung sowohl innerhalb als auch außerhalb von Gebäuden. Im Jahr 1978 präsentierte Wifalk den ersten Entwurf eines Rollators. Mithilfe eines staatlichen Entwicklungsfonds fand sie ein schwedisches Unternehmen für die Produktion eines Prototyps, kurze Zeit später begann die Serienproduktion des Rollators.
Der Rollator etablierte sich in den folgenden Jahrzehnten weltweit. Alleine in Deutschland benutzten Mitte des Jahres 2016 einer Schätzung zufolge bis zu drei Millionen Menschen regelmäßig einen Rollator, und es werden immer mehr.